# Carriacou
Carriacou je jeden z Návětrných ostrovů v Karibském moři. Tvoří dependenci Carriacou a Petite Martinique, která je nejsevernější částí státu Grenada. S rozlohou 34 km² je největším ostrovem Grenadin. Žije na něm okolo osmi tisíc obyvatel, hlavním městem je Hillsborough. Většinu obyvatel tvoří černoši, hovořící anglicky nebo kreolsky.
Domorodí Karibové nazývali ostrov Kayryouacou, což znamená „ostrov obklopený útesy“. Od 17. století se zde usazovali Francouzi, kteří po sedmileté válce museli Carriacou s okolními ostrovy postoupit Britům. Roku 1974 se ostrov stal součástí nezávislé Grenady, 1. listopadu 1983 ho v rámci invaze na Grenadu bez boje obsadily americké jednotky. V roce 2005 Carriacou zasáhl hurikán Emily.
Obyvatelé se věnují hlavně rybolovu, pěstování kukuřice, cukrové třtiny a tropického ovoce. Významný je turistický ruch: korálové útesy, písčité pláže, teplé podnebí a čisté moře nabízejí bohaté možnosti koupání a potápění.
Na Carriacou se narodili grenadští premiéři Herbert Blaize a Nicholas Brathwaite. Pocházeli odsud také rodiče americké spisovatelky Audre Lorde, která se o ostrově zmiňuje ve své autobiografii. Také newyorský guvernér David Paterson měl předky z Carriacou. Africké kořeny ostrovanů se projevují ve svérázném folklóru, k němuž patří zejména hudební styl Big Drum a karnevalový průvod Shakespeare Mas. Oficiálním stromem ostrova je delonix královská.